# Kammer für Handelssachen
Die Kammern für Handelssachen (KfH) sind auf Handelssachen spezialisierte Spruchkörper bei deutschen Landgerichten, besetzt mit einem vorsitzenden und zwei ehrenamtlichen Richtern als sogenannte Handelsrichter, § 105 Abs. 1 Gerichtsverfassungsgesetz (GVG).
Die ehrenamtlichen Handelsrichter werden durch die Industrie- und Handelskammern vorgeschlagen und müssen die Kaufmannseigenschaft nach dem Handelsgesetzbuch oder eine geschäftsführende Tätigkeit in einer Kapitalgesellschaft aufweisen (näher: § 109 Abs. 1 GVG). Anders als für die Zivilkammern des Landgerichts sind auf die Kammern für Handelssachen die Vorschriften über den Einzelrichter nicht anzuwenden; der Vorsitzende kann aber bestimmte Entscheidungen allein treffen (§ 349 Zivilprozessordnung).
Zuständig ist die Kammer für Handelssachen, wenn für die Klage das Landgericht sachlich zuständig ist, der Kläger die Verhandlung vor der KfH in der Klageschrift beantragt hat (§ 96 Abs. 1 GVG) oder der Beklagte beantragt, die Klage an die KfH zu verweisen (§ 98 Abs. 1 Satz 1 GVG), und es sich um eine Handelssache im Sinne des § 95 Abs. 1 GVG handelt. Dies sind unter anderem allgemeine Handelsgeschäfte, Wechsel-, Scheck- und Urkundenprozesse, wettbewerbsrechtliche Sachen, Handelsregisterangelegenheiten und Ähnliches. Sofern an einem Landgericht eine Kammer für Handelssachen gebildet ist, entscheidet diese nach § 246 Abs. 3 S. 2 AktG auch über Anfechtungsklagen gegen Beschlüsse der Hauptversammlung einer AG, KGaA, oder SE, sowie der Gesellschafterversammlung einer GmbH.
Ein Rechtsstreit kann auf Antrag des Klägers auch vor der KfH verhandelt werden, wenn eigentlich die Zivilkammer zuständig wäre (§ 97 Abs. 1 GVG). Wünscht der Beklagte dies nicht, muss er vor der Verhandlung Verweisung beantragen (§ 101 Abs. 1 GVG). Die Rechtsprechung verlangt teilweise, dass der Verweisungsantrag noch innerhalb der Klageerwiderungsfrist gestellt wird. Eine Rechtsbehelfsbelehrung ist nicht vorgesehen. Die KfH kann einen Rechtsstreit auch von Amts wegen an die Zivilkammer verweisen (§ 97 Abs. 2 GVG). Die Entscheidung über die Verweisung kann jeweils ohne mündliche Verhandlung ergehen (§ 101 Abs. 2 GVG) und ist unanfechtbar und für die Kammer, an die verwiesen wird, bindend (§ 102 GVG).
Stand 2018 wurden ca. 10–15 % aller bei den Landgerichten eingehenden Verfahren bei den Kammern mit Handelssachen geführt, mit stark rückläufiger Tendenz. Die Erledigungszahlen sind von 54.697 im Jahr 2002 auf 27.607 im Jahr 2016 gefallen.